# Argynnis ornatissima
Argynnis ornatissima är en fjärilsart som beskrevs av John Henry Leech 1892. Argynnis ornatissima ingår i släktet Argynnis och familjen praktfjärilar. Inga underarter finns listade i Catalogue of Life.